# 결혼하고도 싱글로 남는 법
《결혼하고도 싱글로 남는 법》(영어: I do/Rent A Wife)는 2006년에 개봉한 프랑스의 코미디 영화이다.

## 한국판 성우진(KBS)
- 오인성 - 루이스(알랭 샤바)
- 이현주 - 엠마(샤를로트 갱스부르)
- 이선영 - 루이스의 엄마(베르나데트 라퐁)
- 이호인 - 회사 사장(블라디미르 요르다노프)
- 홍승섭 - 루이스의 친구/엠마의 오빠(그레구와 외스테르만)
- 강희선 - 카트린느(비로니크 바로)
- 임은정 - 루이스의 동생(마리 아멜르 드기)
- 김옥경 - 마리(뤼스 무셸)
- 은미 - 루이스의 동생(카티아 레브코비츠)
- 윤세웅 - 엠마의 전 남편(크리스토프 크로츠킨) / 처남
- 유지원 - 루이스의 동생(루이즈 모노)
- 전진아 - 음식점 직원(비르지니 보데스)
- 김두용 - 루이스의 아버지(패트릭 보르디에) / 처남 / 와인가게 직원